# Interleucina 29
La interleucina -29 (IL-29) es una proteína de la familia de las citocinas del tipo de interferón III. También conocida como IFNλ1 y muy similar en la secuencia de aminoácidos a la IL-28 , el otro interferón tipo III.
La IL-29 juega un importante papel en la defensa del huésped contra infecciones, estando el gen de la IL-29 sobreexpesado en las células infectadas por virus
El gen de la IL-29 se encuentra en el cromosoma 19 en los humanos.